# Рич, Родди
Родрик Уэйн Мур-младший (англ. Rodrick Wayne Moore Jr.; род. 22 октября 1998 года, Комптон, Лос-Анджелес, Калифорния, США), более известный под сценическим именем Ро́дди Рич (англ. Roddy Ricch), — американский рэпер, композитор и продюсер.
Его дебютный альбом Please Excuse Me for Being Antisocial вышел 6 декабря 2019 года и сразу дебютировал на первом месте американского хит-парада Billboard 200. Песня «The Box» возглавила чарт синглов Billboard Hot 100.

## Биография
Родился 22 октября 1998 года в Комптоне, штат Калифорния. Настоящее имя Rodrick Wayne Moore, Jr.. Некоторое время в годы своей молодости жил в Атланте.  Мур вырос в христианской семье. Он учился в средней школе Комптона. Мур начал читать рэп в возрасте восьми лет, а в возрасте двенадцати лет выступил перед восходящим артистом и уроженцем Комптона Кендриком Ламаром.  Он начал серьезно делать биты в 16 лет.  В Комптоне Мур был членом банды Park Village Crips, и у него вытатуированы две буквы «C», символизирующие его предыдущую принадлежность к банде. Он также отсидел в окружной тюрьме, когда был выпущен его второй коммерческий микстейп Feed Tha Streets II. В детстве Мур слушал Лил Уэйна, а также Young Thug, Future и покойного Speaker Knockerz.

## Дискография
- Please Excuse Me for Being Antisocial (2019)
- Live Life Fast (2021)

## Награды и номинации
| Год  | Номинируемая работа                                                  | Категория                                                     | Результат |
| ---- | -------------------------------------------------------------------- | ------------------------------------------------------------- | --------- |
| 2020 | «Ballin'» (Mustard при участии Родди Рича)                           | Премия «Грэмми» за лучшую коллаборацию между рэпером и певцом | Номинация |
| 2020 | «Racks in the Middle» (Нипси Хассл при участии Родди Рича и Хит-Боя) | Премия «Грэмми» за лучшее рэп-исполнение                      | Победа    |
| 2020 | «Racks in the Middle» (Нипси Хассл при участии Родди Рича и Хит-Боя) | Премия «Грэмми» за лучшую рэп-песню                           | Номинация |